# 2019. július 1-i konzisztórium
A 2019. július 1-i konzisztóriumot Ferenc pápa hívta össze. Ezen a konzisztóriumon 5 boldog szenttéavatási határozatát hirdette ki.

## Szenttéavatási határozatok
- John Henry Newman bíboros, az angliai Néri Szent Fülöp Oratórium alapítója
- Giuseppina Vannini (született: Giuditta Adelaide Agata), a Szent Kamill Leányai alapítója
- Maria Teresa Chiramel Mankidiyan, a Szent Család Nővérei Kongregáció alapítója
- Dulce Lopes Pontes
- Margarita Bays szűz, ferences harmadrendi

A konzisztórium során a pápa elrendelte, hogy az öt új szent 2019. október 13-án kerüljön fel a szentek névsorába.